# 569e Volksgrenadierdivisie
De 569e Volksgrenadierdivisie (Duits: 569. Volksgrenadier-Division) was een Duitse infanteriedivisie tijdens de Tweede Wereldoorlog. De divisie werd opgericht en alweer opgeheven voor de oprichting compleet en afgesloten was.

## Geschiedenis
De 569e Volksgrenadierdivisie werd opgericht op 26 augustus 1944 op Oefenterrein Wahn in Wehrkreis VI als onderdeel van de 32. Welle. Echter, alvorens de oprichting afgesloten was, werd de divisie al op 17 september 1944 omgedoopt in de 361e Volksgrenadierdivisie. 

## Commandanten
| Rang   | Naam            | Begin            | Eind              |
| ------ | --------------- | ---------------- | ----------------- |
| Oberst | Alfred Philippi | 1 september 1944 | 17 september 1944 |

## Samenstelling
- Grenadier-Regiment 1165
- Grenadier-Regiment 1166
- Grenadier-Regiment 1167
- Artillerie-Regiment 1569
- Divisie-eenheden 1569